# Nová Lhota
Nová Lhota település Csehországban, Hodoníni járásban. Nová Lhota Javorník, Slavkov, Strání, Suchov és Velká nad Veličkou településekkel határos. Lakosainak száma 623 fő (2024. január 1.).

## Népesség
A település lakosságának változását az alábbi diagram mutatja:
| Lakosok száma | 1215 | 1229 | 1342 | 1235 | 1109 | 789  | 680  | 656  | 641  | 623  |
|               | 1869 | 1890 | 1921 | 1950 | 1980 | 2001 | 2017 | 2019 | 2022 | 2024 |